# Custode delle Messi
Il Custode (o Guardiano) delle Messi (in latino Custos Messium) era una costellazione boreale circumpolare introdotta dall'astronomo francese Joseph Jérôme de Lalande (1732-1807) nel suo globo celeste del 1775, e descritta dallo stesso in un opuscolo che lo accompagnava, intitolato Explication des nouveaux globes céleste et terrestre. Il nome Custos Messium è un gioco di parole che si riferiva al suo connazionale Charles Messier, il famoso cacciatore di comete, e infatti la costellazione fu spesso conosciuta semplicemente come Messier, soprattutto in Francia. La sua stella più brillante era quella che oggi è nota come 50 Cassiopeiae, di IV magnitudine.
Il Custode delle Messi era situato tra Cefeo e la Giraffa in quella che oggi è la parte settentrionale di Cassiopea, accanto a un'altra costellazione in seguito abbandonata, Rangifer, la Renna. Lalande scelse questa apparentemente anonima area di cielo perché era proprio qui che venne avvistata per la prima volta la cometa del 1774 (ora nota come C/1774 P1). La cometa venne osservata accuratamente da Messier, ma, ironicamente, non era stata scoperta da lui, bensì da un altro francese, Jacques Montaigne.
Lo scienziato britannico Thomas Young (1773-1829) ribattezzò la figura Vineyard Keeper, il «Custode del Vigneto», nella sua carta celeste dell'emisfero boreale del 1807 pubblicata in A Course of Lectures on Natural Philosophy and the Mechanical Arts, ma perfino questo non fu sufficiente ad ampliare l'accettazione da parte degli astronomi ed essa finì nel dimenticatoio.